# 유로마이단의 연대기

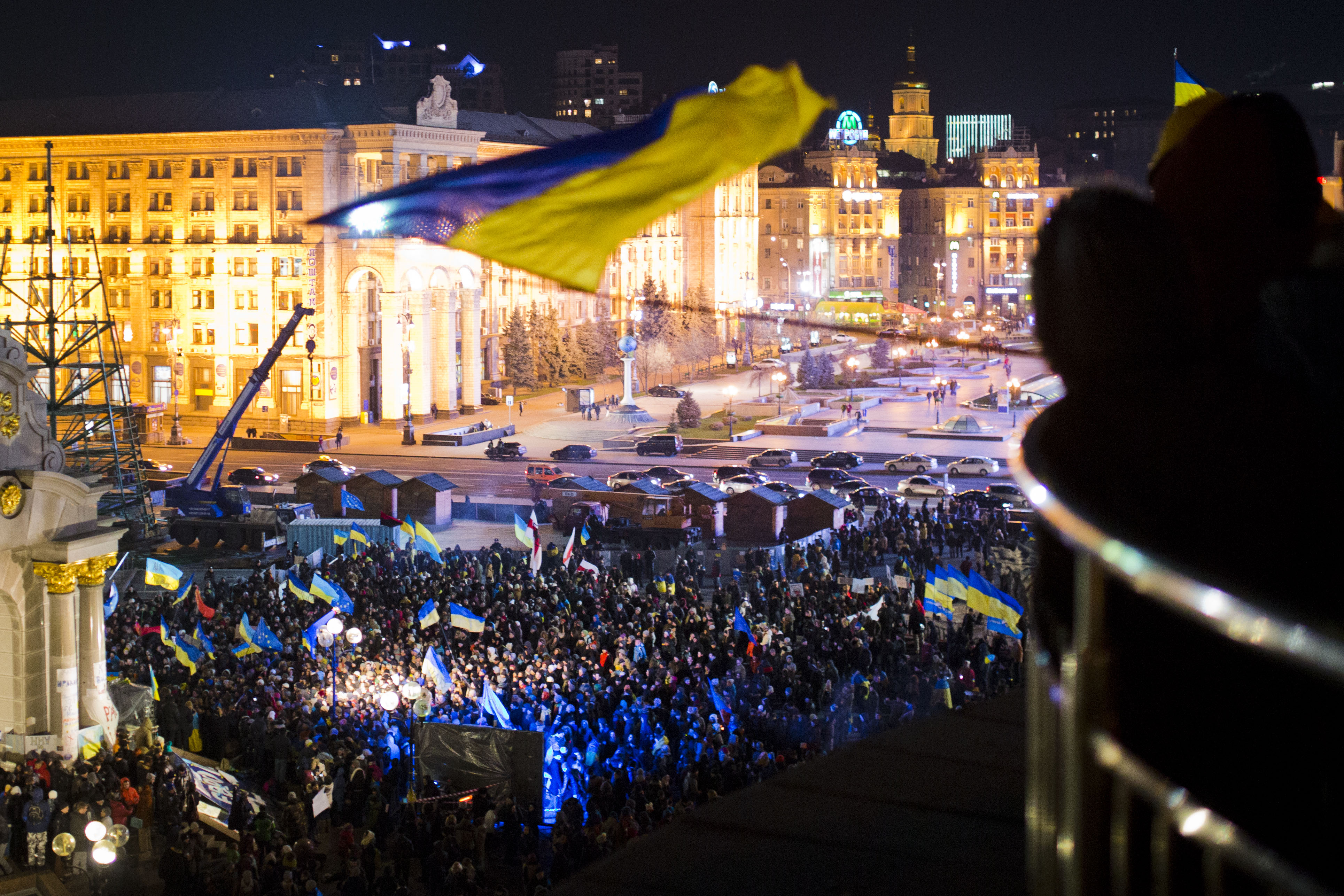
2013년 11월 27일, 키이우 친EU 시위

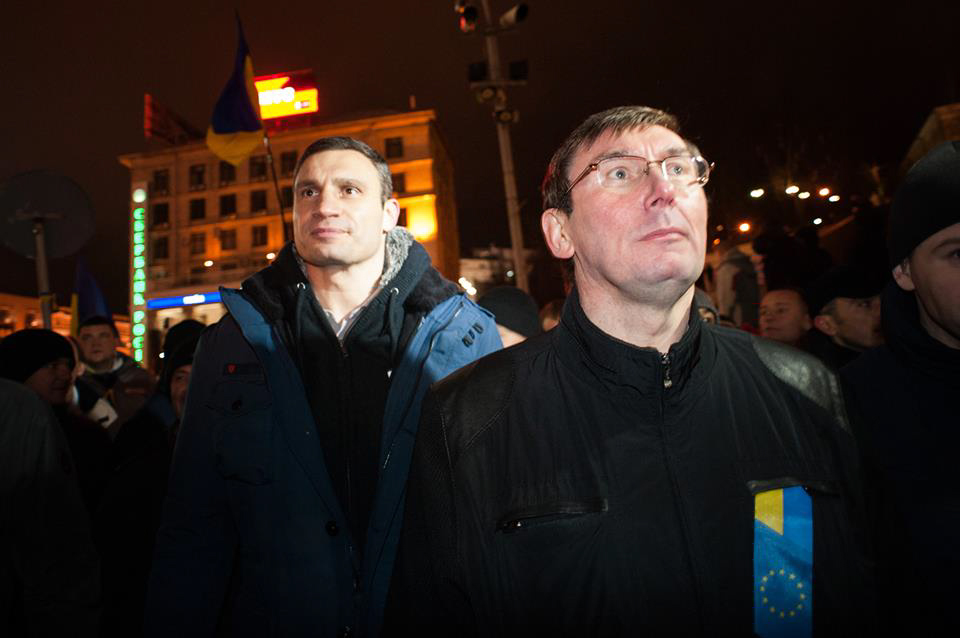
유럽광장에 시위대와 함께 서 있는 반정부 시위대 지도자 비탈리 클리치코와 유리 루셴코

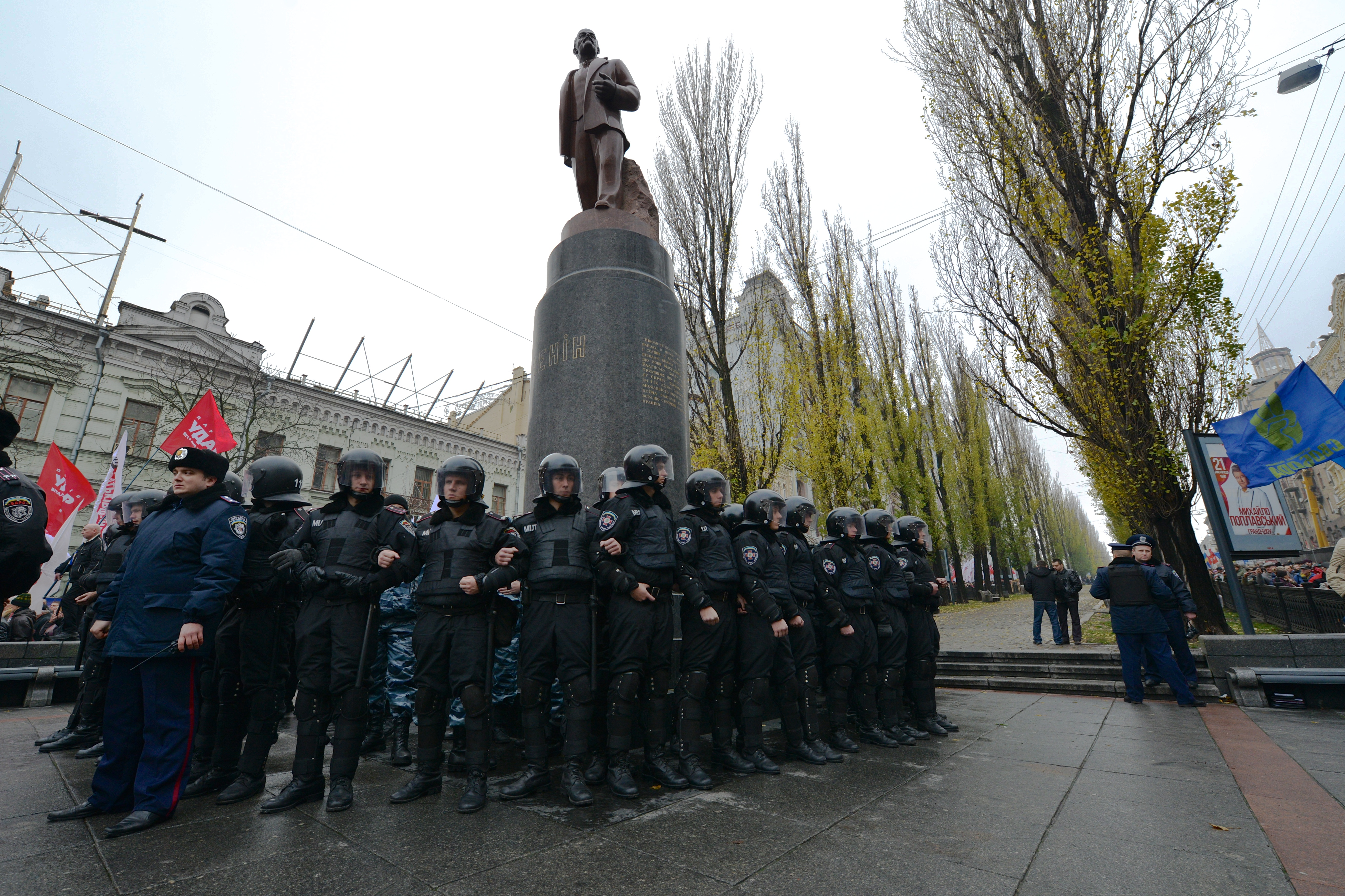
11월 23일, 블라디미르 레닌 동상을 지키고 있는 베르세 저지대 및 베르쿠트.

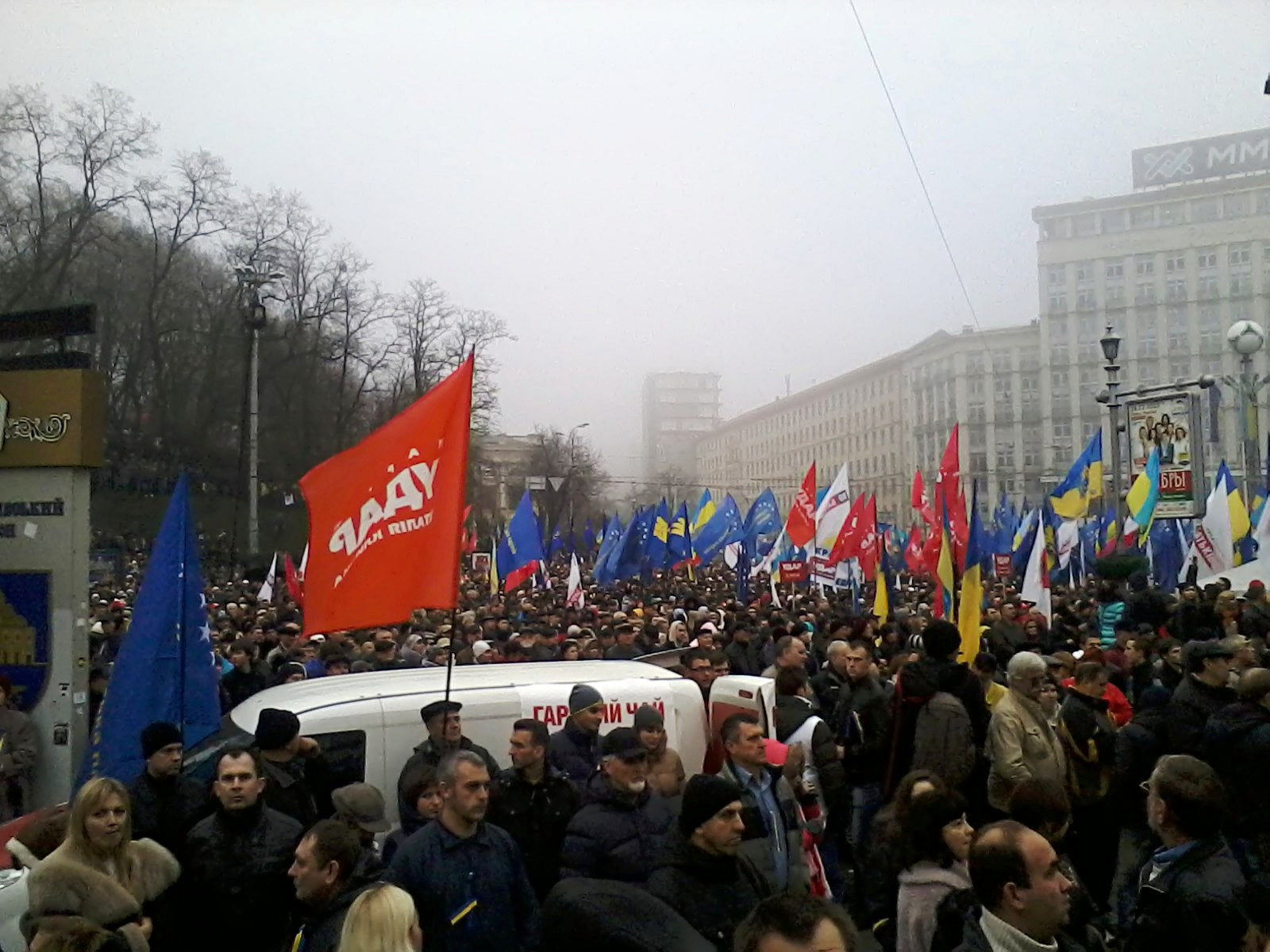
2013년11월 24일

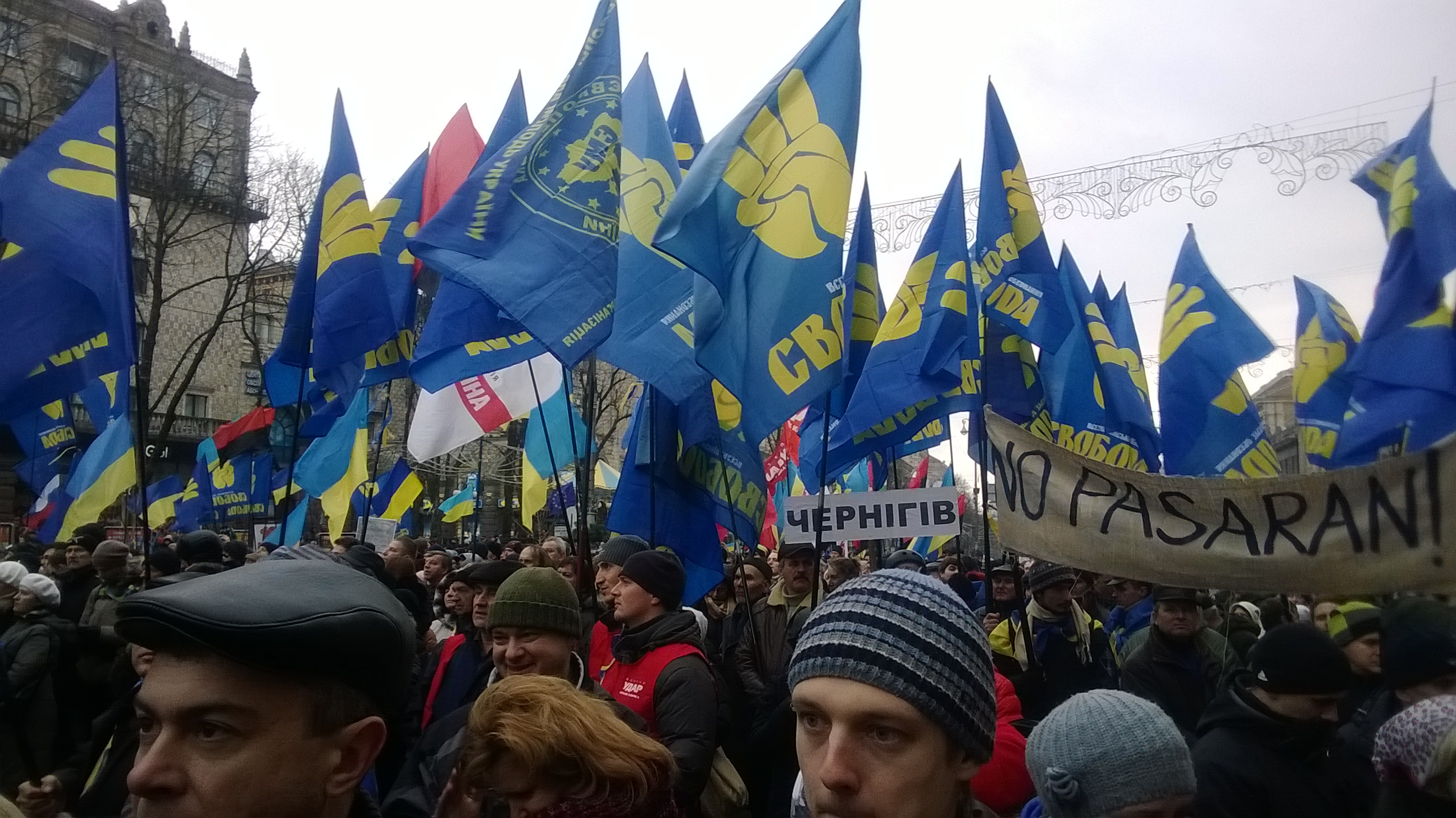
2013년12월 1일 키이우 유로마이단 시위

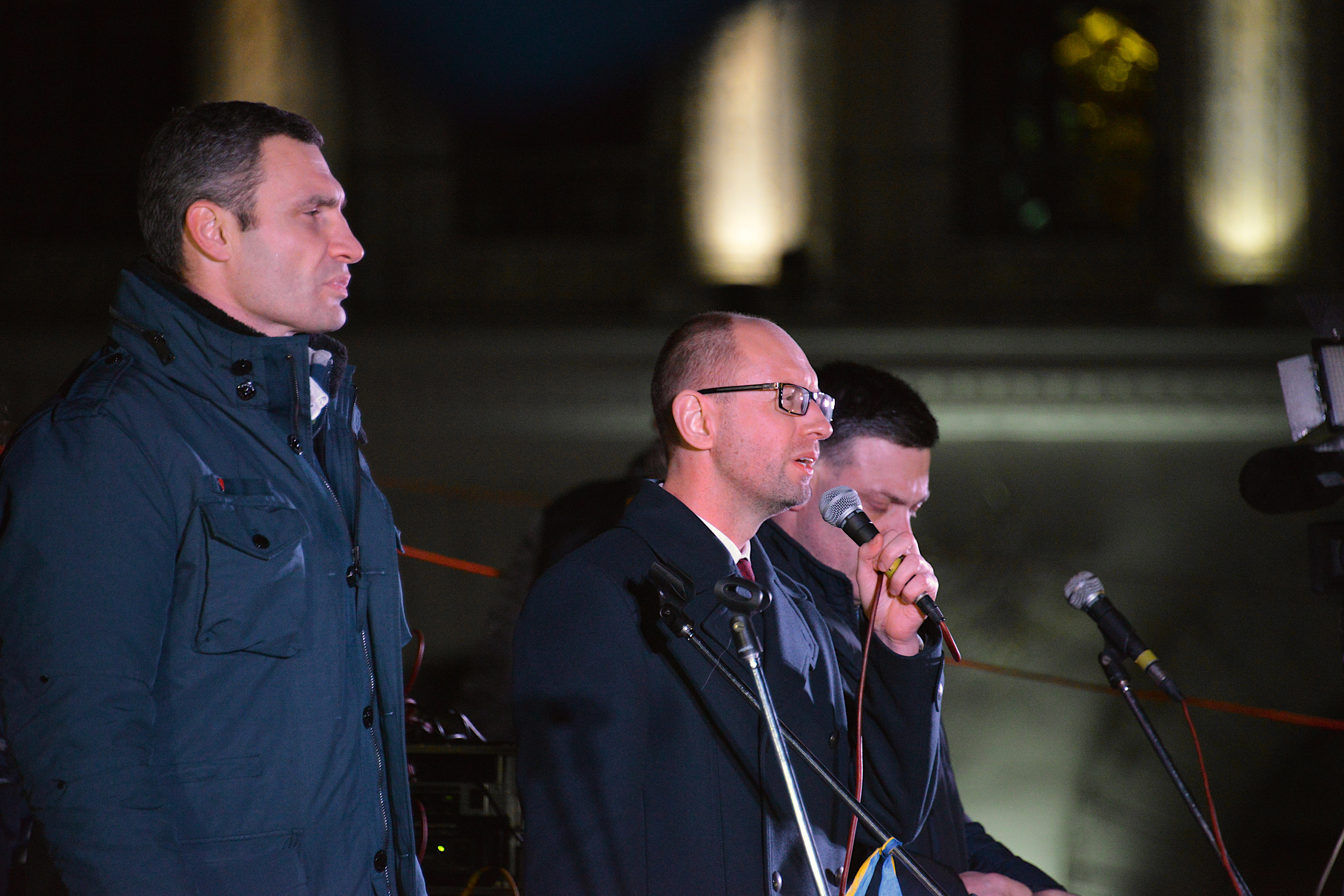
독립광장에 서 있는 반정부 시위대 지도자 3명

유로마이단(우크라이나어: Євромайдан [예브로마으단] , 직역하여 "유럽광장") 유럽 통합을 지지하는 시민들이 2013년 11월 21일 시작했고 야누코비치와 아자로프 정부의 사임을 요구하게 되었다. 또한, 시위대들은 11월 30일 일어난 진압 사태와 "우크라이나의 운명을 바꾸기 위하여" 더욱 많이 합세되었다고 전했다. 2014년 1월 25일, 우크라이나의 인권 탄압, 정부 부패, 권력 남용 등으로 인해 전역으로 시위가 발전하였다.

## 2013년 11월 21일 ~ 29일
유로마이단은 2013년 11월 21일 밤 2,000명의 시민들이 광장에 모이고 소셜 네트워크의 도움으로 시위대를 모으기 시작하면서 출발하였다. 우크라이나 정부가 2013년11월 21일 EU와의 연합 협정 체결 준비를 정지시키면서, 야당 바티키우시나의 파벌 지도자 아르세니 야체뉴크가 트위터를 통해 #Euromaidan 해쉬 태그를 이용하여 독립광장 시위를 시작했다. Korrespondent.net의 유리 안드레프의 블로그에서는 22시 30분부터 시위대를 모으기 시작한다고 전했다.
11월 22일 저녁, 대략 2,000명의 시위대가 EU와의 교섭을 잠정 중단한 우크라이나 정부의 결정을 항의하기 위해 모여들었다. 다음 날, 반정부 시위대 및 친유럽 시위대가 모여 시위를 열었다.
11월 24일, 독립광장에 모인 5만명에서 10만명의 시위대가 거대한 행진을 진행했다. 친유럽 시위대가 우크라이나의 국기 및 유럽기를 들고 "우크라이나는 유럽이다"를 외치면서 우크라이나 국가를 부르며 독립광장으로 향하는 행진이 진행되었다. 뉴스 기관들은 이 시위가 오렌지 혁명 이후 우크라이나에서 일어난 가장 거대한 시위라고 설명했다. 작은 시위대 무리가 우크라이나 정부 청사를 점령하려는 시도 이후, 경찰은 이들을 해산시키기 위해 최루탄을 사용하기 시작했다. 또한, 시위대는 이에 대항하여 최루 가스 및 폭죽을 이용했다. 대검찰청에 따르면, 11월 24일부터 12월 13일까지 경찰 200명과 학생 18명을 포함하여 400명이 부상을 입었다고 발표했다.
11월 25일 수감된 전 총리 율리야 티모셴코가 대통령 빅토르 야누코비치가 우크라이나-EU 간 깊고 포괄적인 자유 무역 협정 서명에 반대한 것에 항의하여 단식 투쟁을 시작했다고 밝혔다.
11월 26일 우크라이나 총리 미콜라 아자로프는 다음과 같이 말했다. "나는 이 연합 협정의 협상 과정이 계속된다는 것에 전권으로 긍정하며, 유럽 표준으로 우크라이나를 이동시킬 일은 하루만에 멈춰지지 않을 것이라고 말한다." 아자로프가 의회 소집 기간 동안 다음과 같은 성명을 발표하는 동안 정부 청사를 봉쇄한 시위대는 진정되지 않았다. 같은 날 키이우에서는 약 2천명의 학생이 독립 광장에 모이면서 온열 텐트를 설치했다. 키이브스포 Kyiv Post에 따르면 많은 경우, 시위대와 그의 동맹으로 언급되는 "우크라이나 관계자"들은 이번주 내에 EU간 연합 협정을 맺지 않을 경우 정부의 사임을 요구하고 있다고 말했다. 같은 날, 시위대의 소셜 미디어 계정이 해킹당하고 질 나쁜 집회 뉴스 및 논평이 걸리게 되었다.

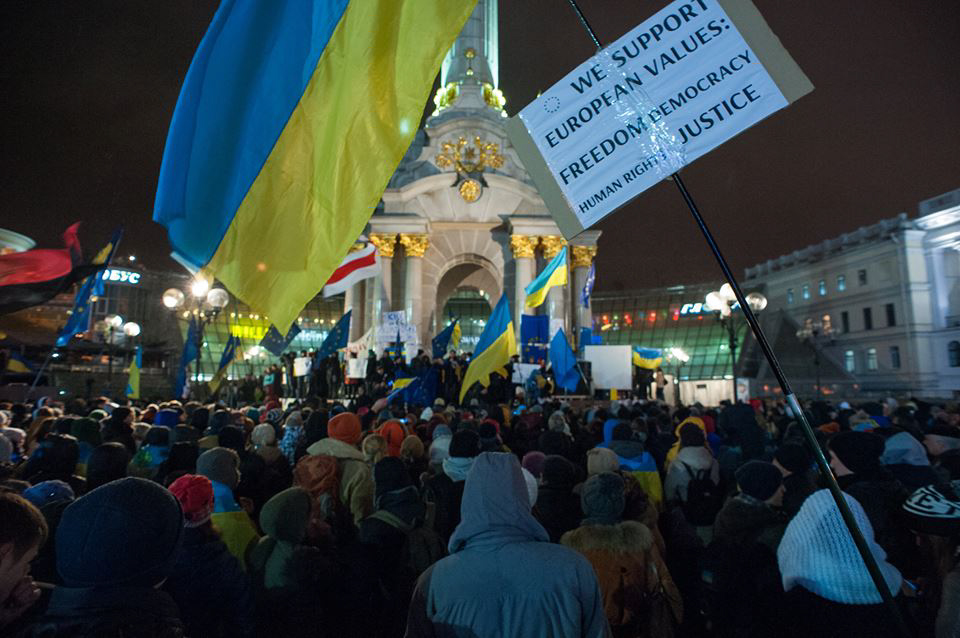
2013년11월 27일 키이우에서 시위대 수 천 명이 유럽 통합 지지 및 우크라이나 정부에 항의하는 목적으로 모여들었다.

11월 26일 ~ 27일에는 리투아니아 의회 대변인 로레타 그라지니에네(Loreta Graužinienė)와 폴란드 하원 국회의원인 마르친 슈위에치키(Marcin Święcicki)가 독립 광장으로 왔다. 같은 날, 루슬라나가 독립광장을 방문하여 음악 공연을 열었다. 11월 27일, 하르키우 폴리텍 연구소에서 키이브 시위를 하러 간 친유럽 학생들을 강제적으로 출석하도록 위협했다는 것이 확인되었다. 다른 대학에서는 친유럽 시위에 참여하는 것을 금지시켰으며, 소셜 미디어에서 정치적 논평을 게시하거나 우크라이나-EU 국기 리본을 다는 것도 금지시켰다. 유로뉴스에 따르면 키이우에 있는 시위대의 수는 총 만 명이며, 그 중 대다수가 학생이라고 말했다.

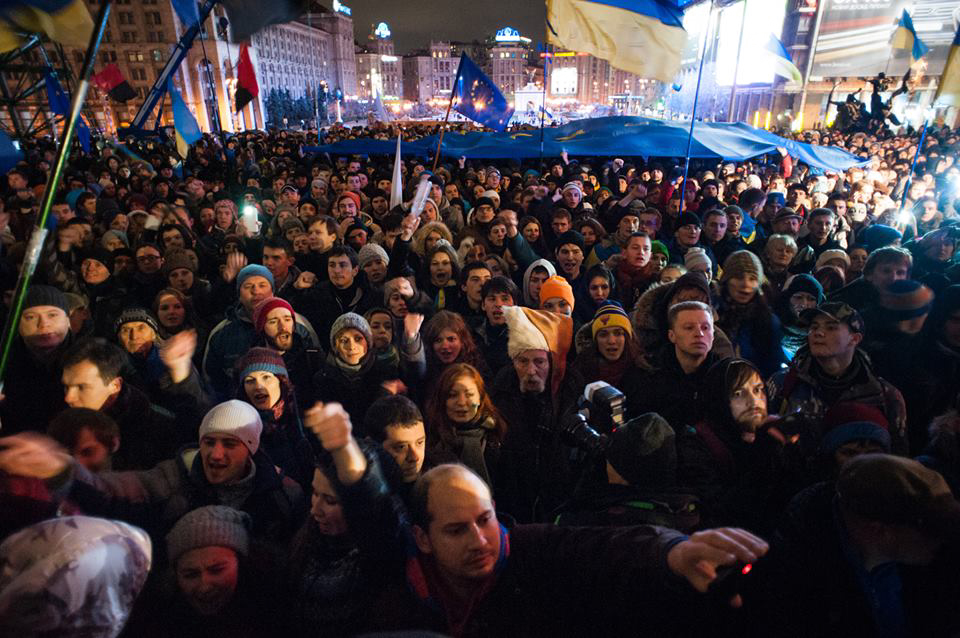
2013년11월 27일 키이우 독립광장에서 모여 있는 친유럽 시위대.

11월 28일, 시위 8째 날 정오에 약 3천명이 독립광장에 모여들었다. 이 시위대들은 우크라이나의 정당 표식이 없었으며, 오직 우크라이나의 국기 및 유럽기만 들고 있었다. 우크라이나 예술가들이 공연하는 동안 저녁에 시위대는 4천명가량으로 증가했다.
11월 29일, 우크라이나 정부가 빌뉴스의 동부 파트너십 정상 회의에서 연합 협정에 서명하지 않은 것이 확인되었다. 키이우의 시위대는 만 명으로 늘어났다. 리비우에서는 2천명가량 되는 시위대가 몰렸다. 키이우 시위대와 리비우 시위대가 인간 사슬을 이루면서 상징적으로 우크라이나와 EU를 잇는 행사를 이루어냈다. 주최자는 약 100명가량의 시위대가 EU 내로 사슬을 잇기 위해 우크라이나-폴란드 국경을 넘었다고 말했다. 유로뉴스는 키이우의 시위대가 아자로프 정부 및 대통령 빅토르 야누코비치의 사임을 요구하기 시작했다고 전했다.

## 11월 30일 시위대 공격

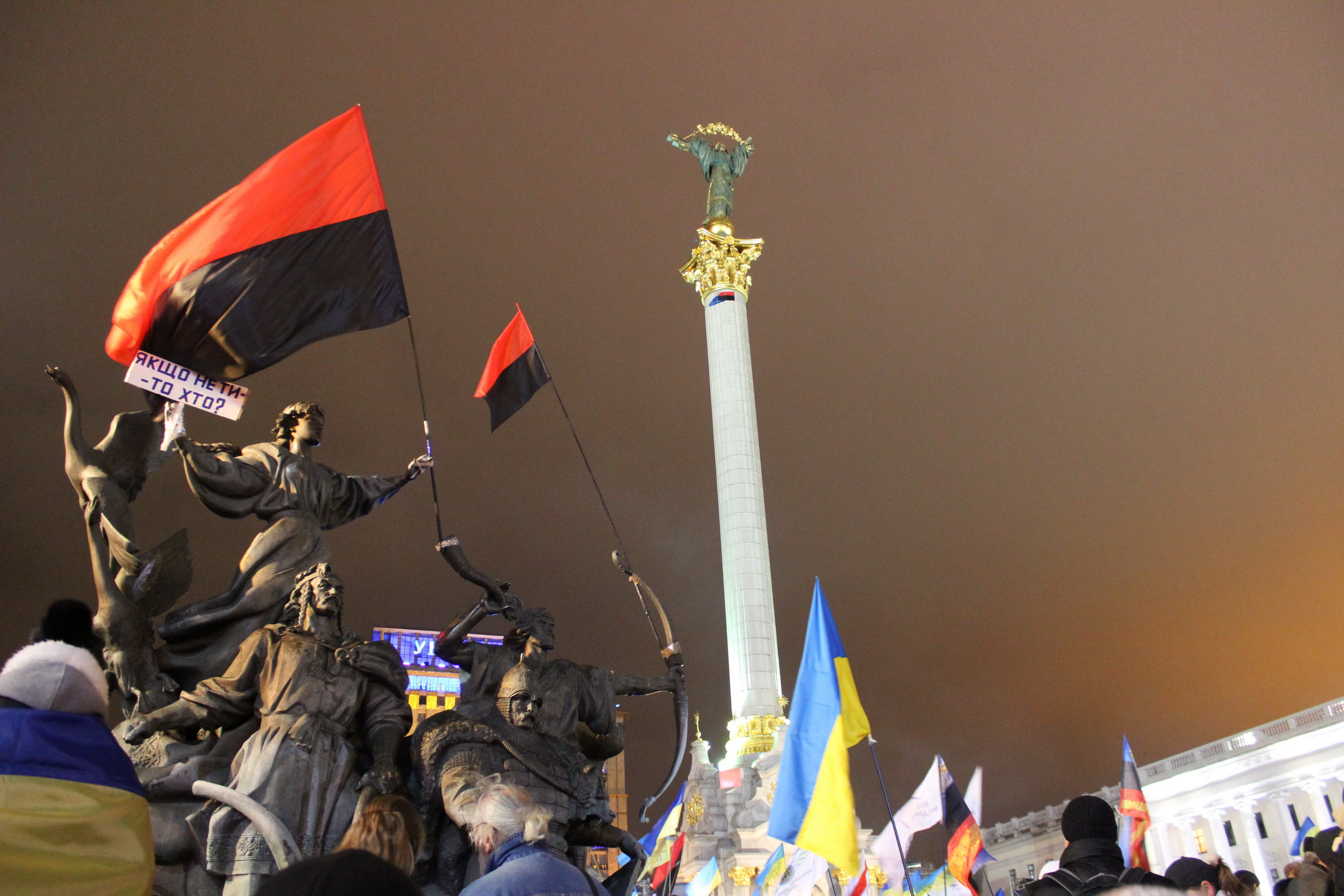
11월 30일 밤, 독립광장에서 시위대를 공격하는 경찰

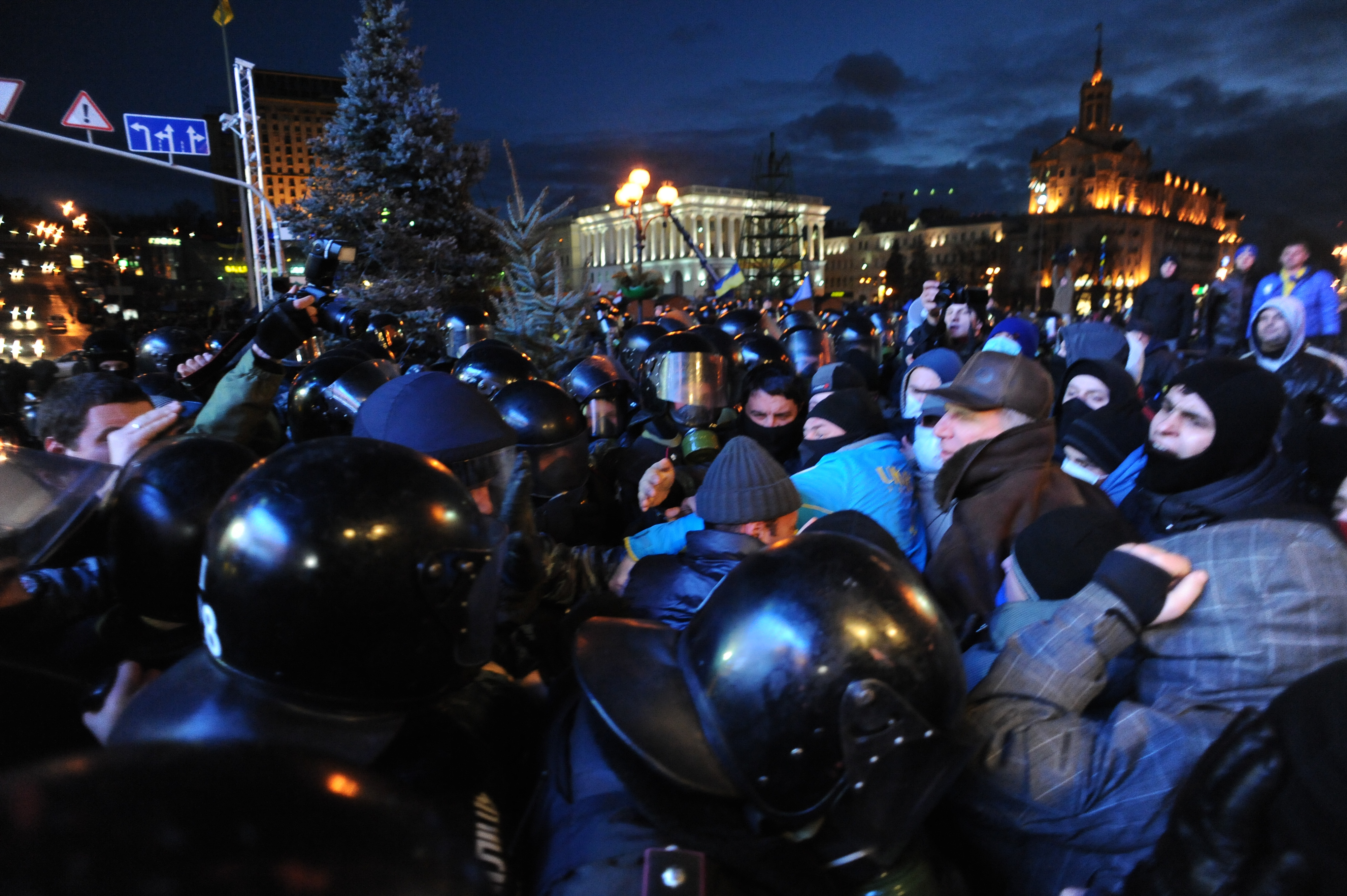
11월 30일 밤, 베르쿠트가 시위대를 공격하는 모습

2013년 11월 30일 오전 4시, 경봉, 섬광탄, 최루탄 등으로 무장한 베르쿠트가 모든 이동 통신 네트워크를 끊는 동안 독립 광장의 시위대를 진압하고 분산시켰다. 경찰은 독립광장의 시위대 뿐 아니라 주변의 민간인들도 같이 진압했으며, 베르쿠트가 비무장 민간인을 향해 수백 미터를 추격하면서 곤봉 및 발로 폭행하였다. 이로 인해, 로이터 지 카메라맨 및 사진기사를 포함하여 총 35명이 부상을 입었다. 다른 시위대들은 체포되었다. 대부분의 시위대는 학생들이었다. 9시 20분, 베르쿠트는 부상자를 포함하여 총 50명의 유로마이단 운동가가 있는 성 미카엘 황금돔수도원을 포위했다. 경찰청 대변인 올라 빌리크는 시위대가 크리스마스 및 연말연시의 광장 준비를 방해했기 때문에 진압한 것이라고 정당화했고, 오히려 시위대가 돌과 횃불을 던진 것을 비난하였다. 우크라이나 내무부 장관 비탈리 자카르쳰코는 나중에 사과하고 "진압 경찰이 과도하게 시위대를 진압했다는 의혹에 대해 철저히 조사할 것"을 약속했다. 또한, 그는 국영 텔레비전을 통해 "만일 대형 소란에 대한 요구가 있을 경우, 우리는 가혹하게 대처할 것이다"라고도 말했다.
공식 성명에서, 우크라이나 검찰총장 아나톨리 프리셰코는 학생 6명, 기자 4명, 외국인 2명을 포함한 79명이 진압 중 부상을 입었다고 발표했다. 또한, 이 중 10명은 입원 중이라고 말했다. 여기에, 경찰 7명도 부상을 입었다고 말했다.
11월 30일 오후 1시, 독립광장에서 베르쿠트가 계속하여 지키자 성 미카엘 황금돔원 근처의 문 앞광장에서 또 다른 자발적 시위가 일어났다. EU 일부 10개 국가의 대사가 우크라이나의 유럽 연합 대사인 얀 톰빈스키와 함께 시위대를 방문했다. Hromadske.TV에 따르면, 오후 4시 회의장에서 모인 4천명의 시위대가 "용서하지 않을 것이다", "혁명" 등을 외쳤다고 말했다. 성 미카엘 광장에서는 시위대들이 자경단을 형성하기 시작했다. 30일 저녁에는 약 만명의 시위대가 남아 있었고, 토요일 밤에 리비우에서 키이우 시위대 만 명이 증원해왔다.
11월 30일, 우크라이나의 야당인 바티키우시나, UDAR, 스보보다가 모여 "우크라이나 레지스탕스 본부"를 만들었다.

## 12월 1일 유로마이단 봉기

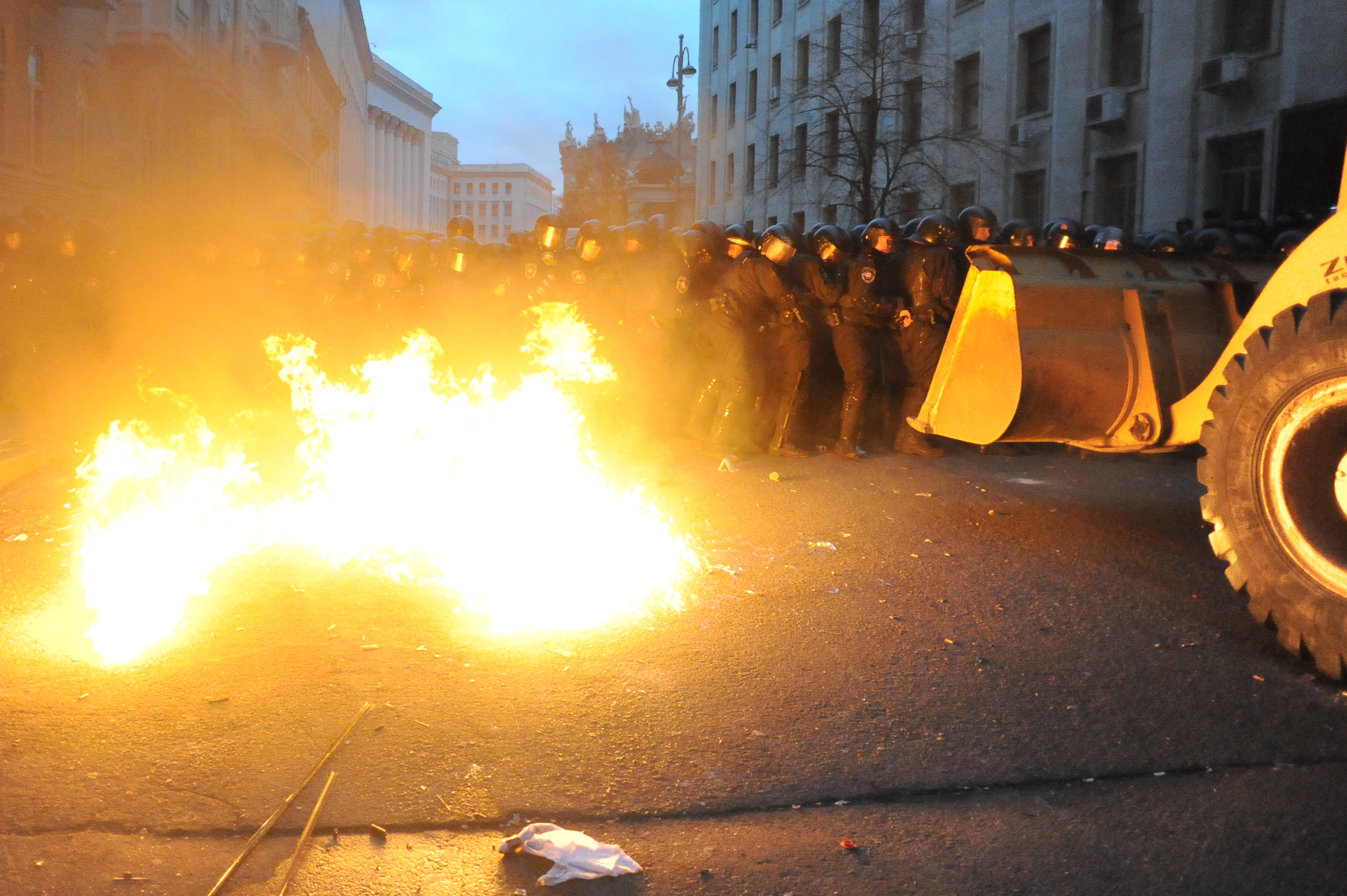
반코바 가에서 공격하는 트랙터.

2013년 12월 1일 유로마이단 봉기는 전날인 11월 30일 경찰의 폭력적인 시위대 진압에 대한 항의로 일어난 키이우 여러 지역의 동시다발적 봉기이다. 이 날은 1991년 우크라이나 독립 이후 경찰에게 부상당한 언론인이 가장 많은 날이었다. 또한, 12월 1일은 현대 역사에서 시위대가 정부 청사를 처음으로 점령하게 된 날이기도 했다.
12월 1일 키이우 지방 법원에서 독립광장 및 유럽광장을 포함하여 키이우 구역에서 시위를 금지시켰으며 대통령 행정청사 및 내무부 건물 앞은 2014년 1월 7일까지 이 같은 조치가 시행되었다. 시위 세력은 12월 1일 집회가 금지된 장소가 아니었던 성 미카엘 광장에 모여 독립 광장 향해 진군하는 집회를 계획했다. 12월 1일 행진 기간 동안, 시위대들은 이를 통해 금지령을 무시했고, 성 미카엘 광장에서 독립광장으로 재수복하기 시작했다. 시위대들은 키이우 이의건물 유리창 여러 개를 깨트렸으며, 독립광장으로 향하던 시위대가 다른 곳으로 이탈하여 반코바 가의 대통령 행정 건물을 장악했고, 흐루셰우스키 가의 내각 건물을 장악했다. 사람들은 "도적을 쫓아내자"라고 외치고 우크라이나 국가를 불렀다. 야당인 바티키우시나는 이 행진에 시위대 50만명이 참여했다고 말했으며, 야당 대표 페트로 포로셴코는 독립광장에 35만명이 있었다고 주장했다. 기타 다른 뉴스 기관에서는 독립광장에 10만명이 도착했다고 말했으며, 총 시위대의 숫자는 40만명에서 80만명으로 어림했다. 한 설문 조사에 따르면, 11월 30일 폭력적인 진압으로 시위대에 참여하겠다는 비율이 70%가 넘었다.
14시에, 시위대들이 불도저 LongGong CDM 833을 징발하여 독립광장에서 대통령 관저 주변을 둘러싸는 울타리를 파괴하려고 했다. 사람들은 벽돌을 던졌다. 대통령 관저 밖에서 적어도 3명 이상이 날라오는 벽돌로 인한 머리 부상을 입었다. AFP 기자는 보안군이 대통령 관저 밖으로 수류탄 수십 개를 던져 곳곳에 화재가 발생했으며, 시위대는 연막탄을 막기 위해 마스크를 쓰고 경찰에게 돌과 화염병을 던졌다고 말했다. 시위대들은 앞서 경찰 병력들과의 대결은 앞잡이들이 조직했으며, 시위대는 반코바 가에서의 충돌과는 관련이 없다고 말했다. 그들은 시위가 평화롭게 진행되었다고 말했다. 우크라이나 대의원 중 한 명인 페트로 포로셴코를 포함하여 다수의 운동가들이 트렉터를 멈추고 시도했다.

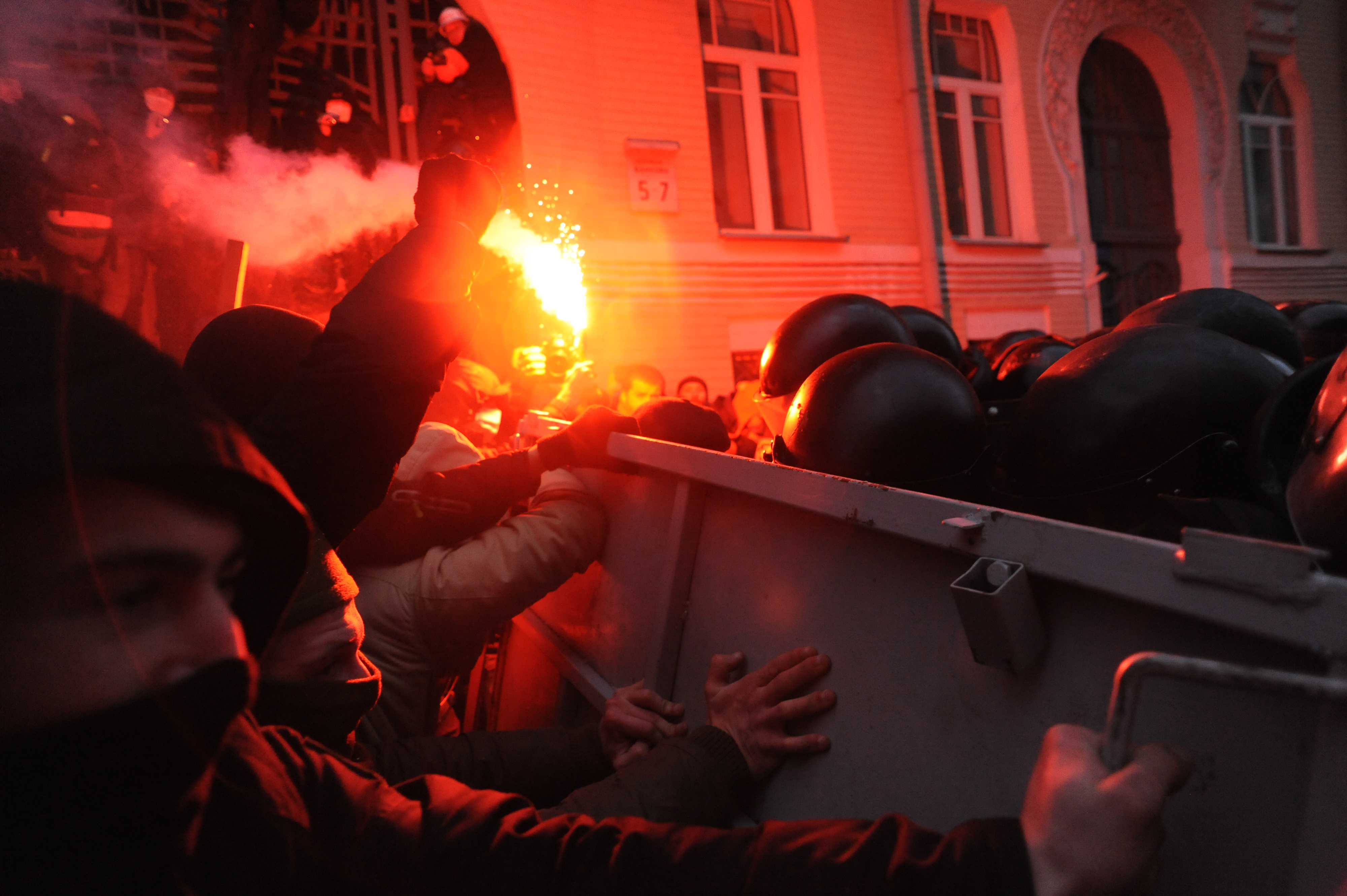
2013년12월 1일 우크라이나 키이우 반코바 가에서 폭동 진압 장비를 갖춘 우크라이나 국내군과 시위대와 충돌하는 모습.

라디오 스톨리지아에서는 베르쿠트 기동대가 키이우 북쪽 교외의 메즈히랴 거주지에서 행진하던 시위대 차량 대열 정지시켰다고 말했다.
우크라이나 내무부는 300명 이상의 급진적인 조직인 브라츠트보 조직이 대표인 드미트로 코르쳰스키(Dmytro Korchynsky)에 따라 대통령 관저 외부에서 진입을 시도하라는 명령을 내려 따랐다고 말했다.
시위대가 키이우 시의회와 빌딩을 경찰에게 내줬지만 이 건물은 여전히 시위대의 통제 하에 남아있었다. 시의회 건물은 시위대들이 유리창을 부수고 내부로 진입하여 점령했다. 창문에는 우크라이나 국기를 계양하고 "우크라이나는 우리 것"이라는 메시지를 적었다. 도시 경찰은 시청의 시위대에게 건물 안에서 즉시 떠나지 않으면 "조치를 수행하겠다고" 경고했다. "수도의 경찰은 합법적인 요구 사항을 수행하지 않을 경우, 불법으로 점령한 건물을 해방시키는 합법적 조치를 취할 것이다"라고 말했다.
우크라이나 작가 연합의 대표 세르히 판티우크(Serhiy Pantiuk)는 연합 빌딩의 쉼터 안에 여성 몇몇이 있다고 말했다. 다른 시위대들이 베르쿠트를 피해 건물 안으로 피난을 온 이후, 경찰이 창 뒷면으로 접근하여 여성, 기자, 건물 경비 등을 포함한 모든 사람들을 구타하기 시작했다. 안에는 50명이 숨어있었다.
우크라이나 행정부 및 내무부 공식 홈페이지에서는 하루의 대부분 30만명의 법 집행 요원이 통제하고 있었다고 말했다. 지역 언론에서는 군이 책임을 지진 않았지만 해커가 원인일 것이라고 말했다.
20시, 수천 명의 시위대들이 블라디미르 레닌의 동상을 지키던 베르쿠트를 공격했다. 병력이 최루탄을 발사하고 군중들을 마구잡이로 공격하는 동안, 시위대가 바위, 사다리, 기타 물체를 통해서 방어하기 시작했다. 적어도 베르쿠트 1명이 큰 부상을 입었고, 군대는 버스를 통해 시위대로부터 탈출해야 했다.
시위대는 국가적인 파업을 선포하고 독립광장에서 천막을 설치하기 시작했다. 작가 이레나 카르파도 파업에 참여할 것을 촉구했고 러시아 제품 불매운동 및 시위를 계속했다. 야당 대표들은 야누코비치 대통령이 12월 2일 정부 비상사태를 선포할 계획이라고 말했다. 클리치코는 대통령 관저 점령 시도로 비상사태를 선포하게 되는 등 정부를 자극하게 되었다고 비판했다. 그는 모든 사람들이 평화롭게 광장에 머물러야 한다고 말했다. 그는 나중에 대통령 사임 당시 "그들은 꿈을 훔쳤다. 정부가 사람들의 뜻을 성취하지 못하게 막고, 그러한 정부가 없어진다면 이러한 대통령도 없을 것이다. 이제는 새 정부와 새 대통령이 되었다," 라고 군중 앞에서 연설했다. 한편, 스보보다의 대표 올레 타녠보크는 국가적 파업을 선포하고 공식적으로 "사회와 국가적 혁명"이라고 말하면서 공식적으로 우크라이나에서 혁명이 시작했다고 말했다. 시위대 대표 유리 루첸코는 혁명을 위해 일어나라고 요구하면서 "우리의 계획은 분명하다. 이것은 행진이 아니며, 행동도 아니다. 이것은 바로 혁명이다"라고 말했으며, 1991년과 2004년과 같이 혁명을 일으키자고 말했다.

## 12월 2일 ~ 7일

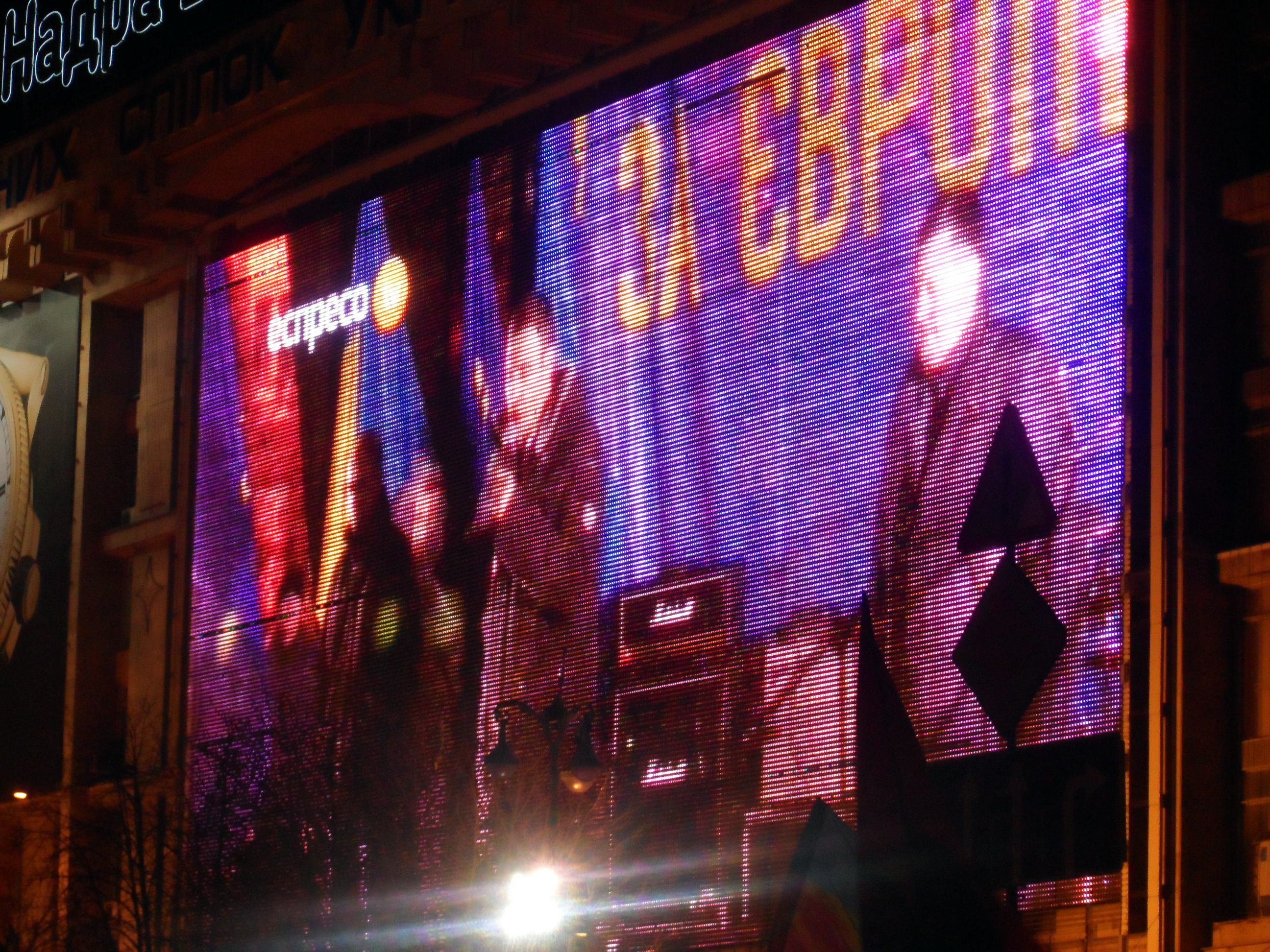
12월 3일 19시 27분 키이우 독립광장에서 비탈리 클리치코가 인파를 맞아들이는 모습.

봉기 다음 날 수 십 만 명이 키이우 독립광장에서 평화로운 시위가 이루어지는 가운데 수 천 명이 키이우 주요 정부 청사 건물을 점령하려는 시도가 있었다. BBC 기자 데이비드 스턴에 따르면, "그들은 거의 일종의 군사 캠프를 설정하였고 시위대 주위에 매우 인상적인 바리케이드를 세웠다"라고 말했다. 뉴욕 타임즈의 데이비드 M. 헤르세호른에 따르면, 광장은 "이상한 축제와 같다"라고 설명했으며 "시위 지도자들은 자신들의 장점이 나타나게 되었다고 느끼고 그들의 작전을 위한 인프라를 계속 추가하고 텔레비전 모니터를 데려왔으며 일종의 작은 텐트 도시를 만들었다"라고 말했다. 한편, 르보프, 테르노필, 이바노프란코프스크의 시위대는 단결하여 총파업을 선포했다. 내무부의 명령으로 국가방위군 천명은 키이우 주요 정부청사에 배치되었다. 국가 지위와 자치에 관한 의회위원회는 국무총리 미콜라 아자로프의 아자로프 제2정부의 불신임 투표를 추천했고 12월 3일에 투표가 열렸다. 키이우 시의회는 시위대가 장악하였다. 키이우 시청 직원들은 여전히 청사에 들어가서 근무할 수 있었다.
12월 3일, 아자로프 정부 불신임 안건에 대해 적어도 통과에는 226명이 찬성해야 했고, 실제 투표에서는 기권한 지역당 의원 1명을 제외한 186명이 찬성했다. 그러나, 이 투표에 지지하지 않았던 우크라이나 공산당은 12월 4일 정부의 경제 관리를 바탕으로 나아가는 것은 더 이상 신뢰적이지 않다고 말했다. 만약, 이들이 언급했던 12월 4일 불신임 투표를 지원하는 186명의 의원들이 12월 3일의 운동 지원을 하였으며, 12월 4일 투표에서는 226명이 투표했다. 의회 연설에서, 아자로프는 키이우 시의회를 장악한 시위대에게 무력을 동원해서 진압할 수 있다고 경고했다. 12월 3일, 유로뉴스는 키이우의 입을 "아침에는 상황이 진정되었으나, 아직도 팽팽한 긴장이 흐르고 있다"라고 말했다. 의회 건물 바깥에서 시위대와 진압 경찰이 서로 충돌했다. 오후 들어 위축된 상태에서 독립광장에서 수 천명의 시위대가 모인 채 야당 지도자들이 합동 연설을 가졌다. 연설 이후 군중들은 대통령 행정청사로 행진하기 시작했다. 우크라이나 내무부에 따르면 12월 3일 저녁 독립광장에는 약 만명의 시위대가 몰려들었다. 이 때에는 어떠한 충돌도 없었다. 시위대는 광장에 텐트 10개, 흐레샤티크에 텐쉬 띅 세웠다. 텐트가 세워지는 와중에 연출가들이 나와 공연을 했다. 인터팍스-우크라이나에서는 야당 지도자 야르세니 야체뉴크, 올레 탸녠보크, 비탈리 클리치코 3명이 저녁에 만나 회의를 가졌다고 말했다. 다음날에 이 3명은 키이우 독립광장에서 독일의 외무부 장관 기도 베스터벨레를 만나 대화를 가졌다.

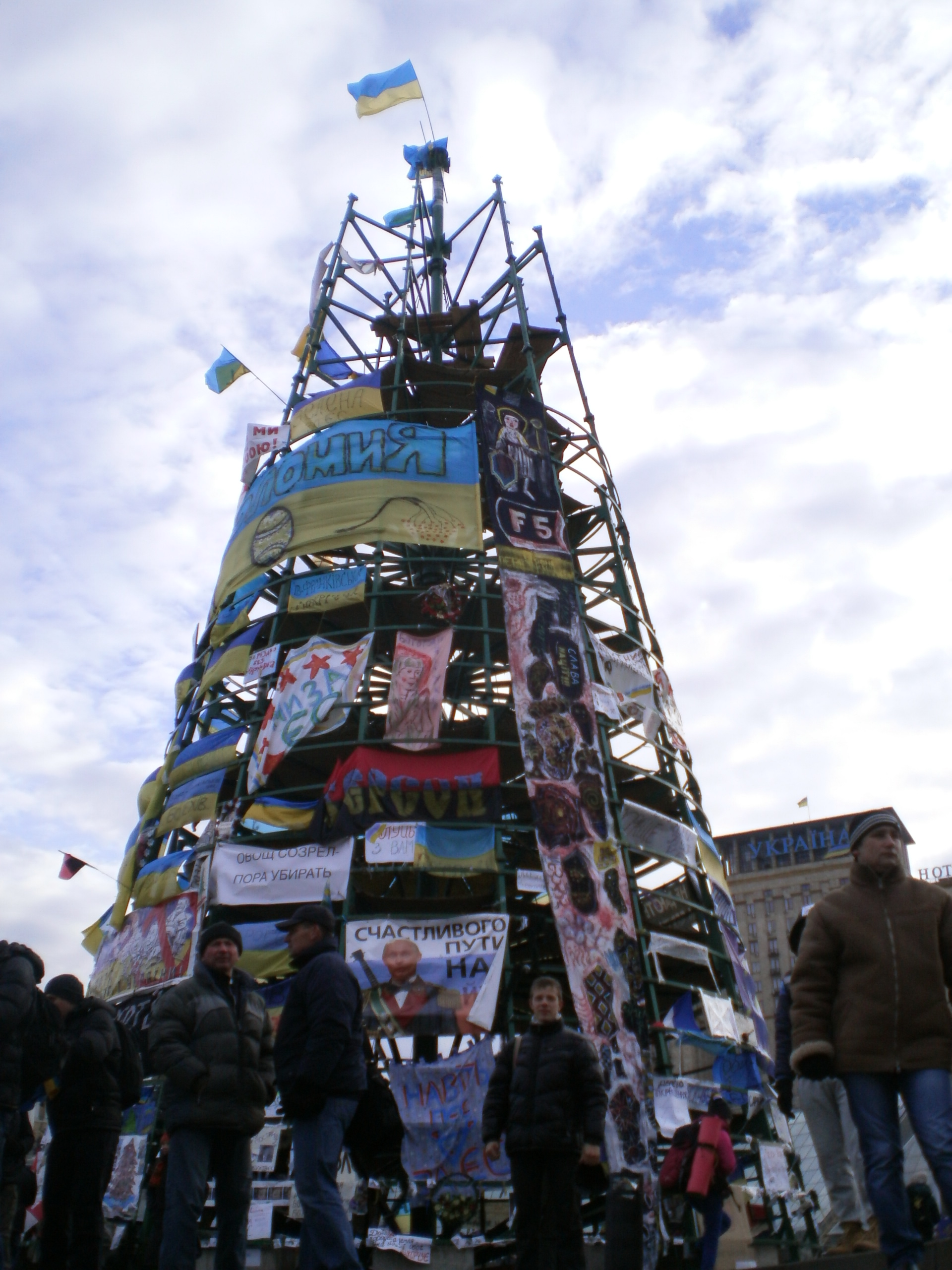
광장에서 온갖 장식을 한 크리스마스 트리에 모여든 시위대.

2013년 12월 5일, 독립광장에서 수 천명의 시위대가 움집했다. 언론사 인터팍스에서는 현재 상황이 너무 조용한 분위기이고 인스티투츠카 가와 호로데츠코호 가에는 나무 바리케이드가 설치되었다고 말했다. 인터팍스 우크라이나 특파원은 최고 라다(우크라이나 의회)로 가는 길을 경찰 버스가 막고 있으며, 스보보다의 당기와 우크라이나 적흑기를 들고 흔드는 사람 150명가량이 우크라이나 내각이 있는 키이우 정부청사 앞에 모였다고 말했다. 한편, 우크라이나 지역당과 야누코비치 지지자 수백명이 마린스키 공원에 캠프를 세우고 친정부 시위를 열었다. 또한 유럽 안보 협력 기구(OSCE)의 미팅은 예정대로 진행되었다.

## 2014년 1월~2월
2014년, 집권당인 우크라이나 지역당 의원 바딤 콜레스니첸코와 볼로디미르 올리옌크는 유로마이단 시위대를 효과적으로 진압하기 위하여 우크라이나 반시위법을 제안하였으며, 이 법은, 우크라이나 지역당 일부 및 우크라이나 공산당, 우크라이나 사회당, 일부 무소속 의원이 찬성했고, 이 가결 수 이상의 의원 찬성으로 가결되었다. 새로운 법률 시행에 따라, 우크라이나 내무부 장관 비탈리 자크라첸코는 "각각의 범죄는 그것에 맞게 우리가 가혹하게 처벌할 것이다"라고 말했다.
2014년 1월 16일 최고회의를 거쳐 우크라이나 의회를 통과했고(검은 목요일), 다음 날 우크라이나의 대통령 빅토르 야누코비치가 서명했다. 이 법은 2013년 11월부터 시작된 대규모 봉기를 노리고 통과되었다. 이 법은 흔히 유로마이단 시위대, 비정부 기구, 학자들 우크라이나 언론이 우크라이나 독재법(우크라이나어: закони про диктатуру)이라고 불리고 있다.
서방 국가들은 이 법을 개인의 항의의 자유를 뺏고, 언론의 자유 및 비정부기구의 활동을 제한하는 비민주적 성격을 가지고 있다고 비판했다.티모시 D. 스나이더는 이 법이 효과적으로 독재 국가를 설립한다는 등 강력한 비판을 가했다. 미국 국무장관 존 케리는 이 법을 "반민주적인" 법이라고 비판하였다.
2014년 1월 16일 우크라이나 반시위법 발표 및 1월 21일 제정에 대항하여, 1월 19일부터 흐루셰우스키 가와 디나모 경기장을 중심으로 하여 키이우 전역에서 시위대와 경찰 간 대치가 시작되었다.
20만명이 유로마이단 시위에 참여하는 동안, 우크라이나 의회로 행진이 시작되었고 경찰 저지선에서 충돌했다. 교착 상태에 이어서, 경찰과 시위대 간 폭력 사태에 직면하게 되었다. 이 때부터, 시위대는 정부군을 포위하고 탈출로를 봉쇄하기 시작했다. 이 시위대의 봉쇄 작전 동안 시위대 4명과 경찰 3명이 사망한 것으로 확인되었다.
1월 28일, 반시위법 조항 12개 중 9개가 폐지되었고, 국무총리 미콜라 아자로프가 사임하면서 충돌 태세는 완화되었고 체포 및 재판을 받은 시위대에게 사면하는 법안이 통과되었다. 2014년 2월 14일, 시위 조직들은 부분적으로 교통량 복원을 위해 차단한 길을 일부 개방하는 것에 허가했지만, 바리케이드 설치 및 지속적인 시위가 이루어졌다. 2014년 2월 16일 시위대 사면령에 따라서 교통을 위한 회랑 개방과 함께 시위대와 경찰이 물려났다. 이 휴전은 2월 18일 우크라이나 의회로 다시 한번 행진하면서 끝나게 되었고, 새로운 대치 상황이 벌어지게 되었다. 2월 19일부터는 모든 바리케이드가 철거되었고 시위대가 행진하기 시작했다. 2월 18일 이후, 이 시위는 키이우 전국구적 봉기로 진화하였다.
결국 2014년 2월 18일 키이우에서 시민 만 명이 우크라이나 헌법을 2004년의 헌법으로 되돌릴 것을 요구하면서 대규모 시위를 벌였다. 이날 75명이 죽고 1100명이 부상했다. 이후 이 봉기는 전국적인 봉기로 확대되었으며 세계 각국은 우크라이나 정부의 폭력 진압을 규탄했다. 다음날 정부와 야권, 시위대는 휴전에 합의하였다. 그러나, 2014년 1월부터 지속적으로 폭력 시위를 주도해온 극우 민족주의 성향의 우익 섹터와 스보보다(우크라이나 자유당) 계열의 시위대는 합의안을 거부하였으며, 소총 등으로 무장하여 키이우의 시내를 장악하였다. 시위대가 키이우를 점령한 뒤 이후 빅토르 야누코비치 대통령은 피난길에 올랐으며 야권이 주도권을 잡은 우크라이나 최고 의회가 빅토르 야누코비치 대통령을 탄핵했다. 이에 대한 지지는 국가별로 엇갈렸다. 최고 의회는 5월 25일에 조기 대선을 실시한다고 밝혔다.
우크라이나는 친유럽 성향의 서부와 친러시아 성향의 동부로 나뉘어 서로 합법 정부를 칭하는 이중권력 상태에 놓였다. 그러나 일부 무소속 의원, 일부 사회당 의원, 빅토르 야누코비치가 소속된 우크라이나 지역당 일부와 동부조차 야누코비치의 잠적을 비판했다. 야누코비치가 잠적함에 따라 동부에서도 서부가 차지한 정부를 따르기는 했으나, 러시아인이 절대다수를 차지한 크림반도에서는 차라리 러시아로 돌아가겠다는 움직임이 일어나 혼란에 빠졌다. 크림반도에서는 시민들이 행정 관청에 걸린 국기를 러시아의 국기로 바꿔다는 일까지 일어났다.
한편 2월 27일 야누코비치는 러시아로 피신하여 자신이 합법적인 대통령이라는 입장을 보였다. 2월 28일, 야누코비치는 러시아에 은신하고 있는 것으로 밝혀졌으며 러시아 정부는 크림반도에 2000여명의 군을 파병하였다.(크림 위기) 우크라이나 정부는 이를 침공으로 규정하며 즉각 철수를 요구하였다.

## 같이 보기
- 오렌지 혁명의 연대기

## 참조
1. ↑  유로마이단이라는 용어는 처음에 트위터 해쉬 태그로 이용되었다.[1] 유로마이단이라는 이름의 트위터 계정이 시위 첫 날 생성되었다.[2] 이 용어는 곧 국제 언론이 사용하기 시작했다.[3] 이 단어는 2개의 단어가 조합되어 있다. "유로"(Euro)라는 말은 유럽을 짧게 부르는 명칭이며, "마이단"(Maidan)은 시위의 중심지이자 키이우 중심 광장인 독립광장을 의미한다.[1]
2. ↑  키이우 시의회 청사는 외관에 페인트로 '혁명 본부'라는 말이 그려져 있고 계속해서 시위대가 점령했다.[76]
3. ↑  BBC 특파원 데이비드 스턴은 12월 2일 "시위대들은 또한 계속해서 키이우 행정부 청사를 장악하고 있었다. 현장은 수천명의 사람들이 관광하려 온 사람들처럼 때로는 익살맞은 혼란의 현장이었다."라고 말했다.[73]
4. ↑  러시아 의회에서 아자로프가 연설할 때, 우크라이나 민족주의자 의회 의원들이 "우크라이나어로 말해라!", "사임해라!" 등으로 소리쳤다.[79]